# IEEE 829
IEEE 829-2008 또는 829 Standard for Software and System Test Documentation은 소프트웨어 시험을 위한 '8가지 정의된 단계'를 규정한 IEEE 표준이다.
하부표준은 다음 8가지이다.
- SQAP – 소프트웨어 품질 보증 계획 IEEE 730
- SCMP – 소프트웨어 설정 관리 계획 IEEE 828
- STD – 소프트웨어 테스트 문서 IEEE 829
- SRS – 소프트웨어 요구 사양 IEEE 830
- SVVP – 소프트웨어 유효성 검증 계획 IEEE 1012sdfs
- SDD – 소프트웨어 설계 기술 IEEE 1016
- SPMP – 소프트웨어 프로젝트 관리 계획 IEEE 1058
- SUD – 소프트웨어 사용자 문서 IEEE 1063